# Giải bóng đá hạng nhất quốc gia 2019 (lịch thi đấu)
Sau đây là lịch thi đấu cùng với kết quả của Giải bóng đá vô địch quốc gia  2019, có tên chính thức là Giải vô địch bóng đá vô địch quốc gia Wake up 247 2019 , với 14 câu lạc bộ tham dự diễn ra từ ngày 21 tháng 2 đến 28 tháng 9 hoặc 6 tháng 10 năm 2019.
| Lượt đi    | Lượt đi      | Lượt đi | Trận                                     | Trận | Trận                        | Lượt về | Lượt về      | Lượt về                    |  |
| ---------- | ------------ | ------- | ---------------------------------------- | ---- | --------------------------- | ------- | ------------ | -------------------------- |  |
| Ngày       | Sân          | Tỷ số   | Đội                                      |      | Đội                         | Tỷ số   | Sân          | Ngày                       |  |
| 21 tháng 2 | Thanh Hóa    | 0–0     | Thanh Hóa                                | –    | Becamex Bình Dương          | –       | Gò Đậu       | 28 tháng 9 hoặc 6 tháng 10 |  |
| 23 tháng 2 | Vinh         | 2–0     | Sông Lam Nghệ An                         | –    | Quảng Nam                   | –       | Tam Kỳ       | 28 tháng 9 hoặc 6 tháng 10 |  |
| 23 tháng 2 | 19 tháng 8   | 1–4     | Sanna Khánh Hòa BVN                      | –    | Hoàng Anh Gia Lai           | –       | Pleiku       | 28 tháng 9 hoặc 6 tháng 10 |  |
| 23 tháng 2 | Hàng Đẫy     | 5–0     | Hà Nội                                   | –    | Than Quảng Ninh             | –       | Cẩm Phả      | 28 tháng 9 hoặc 6 tháng 10 |  |
| 24 tháng 2 | Thiên Trường | 3–1     | Dược Nam Hà Nam Định                     | –    | Sài Gòn                     | –       | Thống Nhất   | 28 tháng 9 hoặc 6 tháng 10 |  |
| 24 tháng 2 | Hòa Xuân     | 3–1     | SHB Đà Nẵng                              | –    | Viettel                     | –       | Hàng Đẫy     | 28 tháng 9 hoặc 6 tháng 10 |  |
| 24 tháng 2 | Thống Nhất   | 1–0     | Câu lạc bộ bóng đá Thành phố Hồ Chí Minh | –    | Hải Phòng                   | –       | Lạch Tray    | 28 tháng 9 hoặc 6 tháng 10 |  |
| 24 tháng 1 | Hàng Đẫy     | 1–2     | Hà Nội                                   | –    | Đồng Nai Beriaya            | 1–3     | Đồng Nai     | 28 tháng 5                 |  |
| 25 tháng 1 | Cửa Ông      | 1–1     | Than Quảng Ninh                          | –    | Kienlongbank Kiên Giang     | 3–3     | Kiên Giang   | 28 tháng 5                 |  |
| 25 tháng 1 | Cần Thơ      | 1–0     | Xổ số kiến thiết Cần Thơ                 | –    | Thành phố Hồ Chí Minh       | 3–1     | Thống Nhất   | 28 tháng 5                 |  |
| 25 tháng 1 | Tự Do        | 1–3     | Huda Huế                                 | –    | Bảo hiểm Thái Sơn Quảng Nam | 0–4     | Quảng Nam    | 28 tháng 5                 |  |
| 25 tháng 1 | Tây Ninh     | 1–2     | Xi măng Fico Tây Ninh                    | –    | SQC Bình Định               | 0–2     | Quy Nhơn     | 28 tháng 5                 |  |
| 25 tháng 1 | Long Xuyên   | 4–0     | An Giang                                 | –    | TDC Bình Dương              | 1–3     | Bình Dương   | 28 tháng 5                 |  |
| 25 tháng 1 | Thiên Trường | 0–3     | Mikado Nam Đinh                          | –    | Sài Gòn Xuân Thành          | 2–2     | Thống Nhất   | 27 tháng 5                 |  |
| 18 tháng 2 | Tự Do        | 3–0     | Huda Huế                                 | –    | TDC Bình Dương              | 1–1     | Bình Dương   | 2 tháng 6                  |  |
| 18 tháng 2 | Cần Thơ      | 0–0     | Xổ số kiến thiết Cần Thơ                 | –    | Mikado Nam Đinh             | 0–4     | Thiên Trường | 3 tháng 6                  |  |
| 18 tháng 2 | Thống Nhất   | 1–0     | Thành phố Hồ Chí Minh                    | –    | Đồng Nai Beriaya            | 3–1     | Đồng Nai     | 3 tháng 6                  |  |
| 18 tháng 2 | Quảng Nam    | 0–2     | Bảo hiểm Thái Sơn Quảng Nam              | –    | Kienlongbank Kiên Giang     | 1–1     | Kiên Giang   | 3 tháng 6                  |  |
| 18 tháng 2 | Tây Ninh     | 1–0     | Xi măng Fico Tây Ninh                    | –    | Than Quảng Ninh             | 1–2     | Cửa Ông      | 3 tháng 6                  |  |
| 18 tháng 2 | Quy Nhơn     | 2–1     | SQC Bình Định                            | –    | Hà Nội                      | 0–1     | Hàng Đẫy     | 3 tháng 6                  |  |
| 20 tháng 2 | Thống Nhất   | 2–0     | Sài Gòn Xuân Thành                       | –    | An Giang                    | 1–1     | Long Xuyên   | 3 tháng 6                  |  |
| 26 tháng 2 | Thiên Trường | 0–0     | Mikado Nam Đinh                          | –    | Hà Nội                      | 1–1     | Hàng Đẫy     | 13 tháng 5                 |  |
| 26 tháng 2 | Quảng Nam    | 1–6     | Bảo hiểm Thái Sơn Quảng Nam              | –    | Sài Gòn Xuân Thành          | 0–0     | Thống Nhất   | 13 tháng 5                 |  |
| 26 tháng 2 | Cửa Ông      | 3–1     | Than Quảng Ninh                          | –    | Xổ số kiến thiết Cần Thơ    | 2–2     | Cần Thơ      | 14 tháng 5                 |  |
| 26 tháng 2 | Kiên Giang   | 0–0     | Kienlongbank Kiên Giang                  | –    | Thành phố Hồ Chí Minh       | 1–1     | Thống Nhất   | 14 tháng 5                 |  |
| 26 tháng 2 | Đồng Nai     | 0–0     | Đồng Nai Beriaya                         | –    | Huda Huế                    | 2–2     | Tự Do        | 14 tháng 5                 |  |
| 26 tháng 2 | Long Xuyên   | 2–1     | An Giang                                 | –    | Xi măng Fico Tây Ninh       | 2–2     | Tây Ninh     | 14 tháng 5                 |  |
| 26 tháng 2 | Bình Dương   | 1–2     | TDC Bình Dương                           | –    | SQC Bình Định               | 0–0     | Quy Nhơn     | 14 tháng 5                 |  |
| 5 tháng 3  | Bình Dương   | 1–2     | TDC Bình Dương                           | –    | Sài Gòn Xuân Thành          | 0–1     | Thống Nhất   | 10 tháng 6                 |  |
| 5 tháng 3  | Cửa Ông      | 2–1     | Than Quảng Ninh                          | –    | Bảo hiểm Thái Sơn Quảng Nam | 1–1     | Quảng Nam    | 11 tháng 6                 |  |
| 5 tháng 3  | Kiên Giang   | 0–0     | Kienlongbank Kiên Giang                  | –    | SQC Bình Định               | 0–1     | Quy Nhơn     | 11 tháng 6                 |  |
| 5 tháng 3  | Hàng Đẫy     | 2–0     | Hà Nội                                   | –    | Xi măng Fico Tây Ninh       | 2–4     | Tây Ninh     | 11 tháng 6                 |  |
| 5 tháng 3  | Đồng Nai     | 2–1     | Đồng Nai Beriaya                         | –    | Xổ số kiến thiết Cần Thơ    | 0–1     | Cần Thơ      | 11 tháng 6                 |  |
| 5 tháng 3  | Thiên Trường | 2–3     | Mikado Nam Đinh                          | –    | Thành phố Hồ Chí Minh       | 0–1     | Thống Nhất   | 11 tháng 6                 |  |
| 5 tháng 3  | Long Xuyên   | 1–0     | An Giang                                 | –    | Huda Huế                    | 2–4     | Tự Do        | 11 tháng 6                 |  |
| 11 tháng 3 | Thống Nhất   | 1–0     | Sài Gòn Xuân Thành                       | –    | Kienlongbank Kiên Giang     | 2–2     | Kiên Giang   | 9 tháng 7                  |  |
| 12 tháng 3 | Cần Thơ      | 3–2     | Xổ số kiến thiết Cần Thơ                 | –    | Hà Nội                      | 1–2     | Hàng Đẫy     | 9 tháng 7                  |  |
| 12 tháng 3 | Quảng Nam    | 1–2     | Bảo hiểm Thái Sơn Quảng Nam              | –    | An Giang                    | 2–4     | Long Xuyên   | 9 tháng 7                  |  |
| 12 tháng 3 | Thống Nhất   | 1–2     | Thành phố Hồ Chí Minh                    | –    | TDC Bình Dương              | 1–2     | Bình Dương   | 9 tháng 7                  |  |
| 12 tháng 3 | Tự Do        | 1–2     | Huda Huế                                 | –    | Than Quảng Ninh             | 0–2     | Cửa Ông      | 9 tháng 7                  |  |
| 12 tháng 3 | Tây Ninh     | 2–0     | Xi măng Fico Tây Ninh                    | –    | Đồng Nai Beriaya            | 0–2     | Đồng Nai     | 9 tháng 7                  |  |
| 12 tháng 3 | Quy Nhơn     | 1–1     | SQC Bình Định                            | –    | Mikado Nam Đinh             | 0–1     | Thiên Trường | 9 tháng 7                  |  |
| 18 tháng 3 | Hàng Đẫy     | 3–0     | Hà Nội                                   | –    | Than Quảng Ninh             | 2–2     | Cửa Ông      | 12 tháng 7                 |  |
| 19 tháng 3 | Thống Nhất   | 1–1     | Thành phố Hồ Chí Minh                    | –    | Huda Huế                    | 3–3     | Tự Do        | 12 tháng 7                 |  |
| 19 tháng 3 | Cần Thơ      | 1–1     | Xổ số kiến thiết Cần Thơ                 | –    | Sài Gòn Xuân Thành          | 3–7     | Thống Nhất   | 12 tháng 7                 |  |
| 19 tháng 3 | Đồng Nai     | 3–1     | Đồng Nai Beriaya                         | –    | An Giang                    | 1–3     | Long Xuyên   | 12 tháng 7                 |  |
| 19 tháng 3 | Thiên Trường | 2–3     | Mikado Nam Đinh                          | –    | TDC Bình Dương              | 2–2     | Bình Dương   | 12 tháng 7                 |  |
| 19 tháng 3 | Tây Ninh     | 2–2     | Xi măng Fico Tây Ninh                    | –    | Kienlongbank Kiên Giang     | 1–2     | Kiên Giang   | 12 tháng 7                 |  |
| 19 tháng 3 | Quy Nhơn     | 0–1     | SQC Bình Định                            | –    | Bảo hiểm Thái Sơn Quảng Nam | 0–3     | Quảng Nam    | 12 tháng 7                 |  |
| 27 tháng 3 | Bình Dương   | 2–1     | TDC Bình Dương                           | –    | Bảo hiểm Thái Sơn Quảng Nam | 1–2     | Quảng Nam    | 16 tháng 7                 |  |
| 26 tháng 3 | Cửa Ông      | 0–0     | Than Quảng Ninh                          | –    | Mikado Nam Đinh             | 10–2    | Thiên Trường | 16 tháng 7                 |  |
| 26 tháng 3 | Kiên Giang   | 3–1     | Kienlongbank Kiên Giang                  | –    | Đồng Nai Beriaya            | 2–1     | Đồng Nai     | 16 tháng 7                 |  |
| 26 tháng 3 | Thống Nhất   | 4–2     | Sài Gòn Xuân Thành                       | –    | Xi măng Fico Tây Ninh       | 1–3     | Tây Ninh     | 16 tháng 7                 |  |
| 26 tháng 3 | Tự Do        | 1–3     | Huda Huế                                 | –    | SQC Bình Định               | 0–0     | Quy Nhơn     | 16 tháng 7                 |  |
| 26 tháng 3 | Long Xuyên   | 3–0     | An Giang                                 | –    | Xổ số kiến thiết Cần Thơ    | 1–2     | Cần Thơ      | 16 tháng 7                 |  |
| 26 tháng 3 | Hàng Đẫy     | 3–1     | Hà Nội                                   | –    | Thành phố Hồ Chí Minh       | 0–1     | Thống Nhất   | 17 tháng 7                 |  |
| 2 tháng 4  | Kiên Giang   | 2–0     | Kienlongbank Kiên Giang                  | –    | Hà Nội                      | 1–1     | Hàng Đẫy     | 30 tháng 7                 |  |
| 2 tháng 4  | Cửa Ông      | 1–0     | Than Quảng Ninh                          | –    | SQC Bình Định               | 0–4     | Quy Nhơn     | 30 tháng 7                 |  |
| 2 tháng 4  | Thống Nhất   | 1–1     | Sài Gòn Xuân Thành                       | –    | Thành phố Hồ Chí Minh       | 3–3     | Thống Nhất   | 30 tháng 7                 |  |
| 2 tháng 4  | Tự Do        | 2–3     | Huda Huế                                 | –    | Xổ số kiến thiết Cần Thơ    | 3–2     | Cần Thơ      | 30 tháng 7                 |  |
| 2 tháng 4  | Quảng Nam    | 1–0     | Bảo hiểm Thái Sơn Quảng Nam              | –    | Xi măng Fico Tây Ninh       | 1–1     | Tây Ninh     | 30 tháng 7                 |  |
| 2 tháng 4  | Bình Dương   | 1–1     | TDC Bình Dương                           | –    | Đồng Nai Beriaya            | 2–3     | Đồng Nai     | 30 tháng 7                 |  |
| 2 tháng 4  | Long Xuyên   | 2–0     | An Giang                                 | –    | Mikado Nam Đinh             | 2–3     | Thiên Trường | 30 tháng 7                 |  |
| 8 tháng 4  | Hàng Đẫy     | 1–1     | Hà Nội                                   | –    | An Giang                    | 1–2     | Long Xuyên   | 6 tháng 8                  |  |
| 9 tháng 4  | Thống Nhất   | 0–0     | Thành phố Hồ Chí Minh                    | –    | Bảo hiểm Thái Sơn Quảng Nam | 1–1     | Quảng Nam    | 6 tháng 8                  |  |
| 9 tháng 4  | Cần Thơ      | 1–0     | Xổ số kiến thiết Cần Thơ                 | –    | TDC Bình Dương              | 2–1     | Bình Dương   | 6 tháng 8                  |  |
| 9 tháng 4  | Đồng Nai     | 0–0     | Đồng Nai Beriaya                         | –    | Than Quảng Ninh             | 3–2     | Cửa Ông      | 6 tháng 8                  |  |
| 9 tháng 4  | Thiên Trường | 0–0     | Mikado Nam Đinh                          | –    | Kienlongbank Kiên Giang     | 0–4     | Kiên Giang   | 6 tháng 8                  |  |
| 9 tháng 4  | Tây Ninh     | 3–0     | Xi măng Fico Tây Ninh                    | –    | Huda Huế                    | 1–2     | Tự Do        | 6 tháng 8                  |  |
| 9 tháng 4  | Quy Nhơn     | 0–1     | SQC Bình Định                            | –    | Sài Gòn Xuân Thành          | 2–1     | Thống Nhất   | 7 tháng 8                  |  |
| 16 tháng 4 | Cửa Ông      | 1–1     | Than Quảng Ninh                          | –    | TDC Bình Dương              | 2–1     | Bình Dương   | 13 tháng 8                 |  |
| 16 tháng 4 | Kiên Giang   | 5–2     | Kienlongbank Kiên Giang                  | –    | An Giang                    | 3–2     | Long Xuyên   | 13 tháng 8                 |  |
| 16 tháng 4 | Hàng Đẫy     | 1–0     | Hà Nội                                   | –    | Huda Huế                    | 1–0     | Tự Do        | 13 tháng 8                 |  |
| 16 tháng 4 | Đồng Nai     | 1–3     | Đồng Nai Beriaya                         | –    | Sài Gòn Xuân Thành          | 3–3     | Quân khu 7   | 13 tháng 8                 |  |
| 16 tháng 4 | Thiên Trường | 1–0     | Mikado Nam Đinh                          | –    | Bảo hiểm Thái Sơn Quảng Nam | 1–2     | Quảng Nam    | 13 tháng 8                 |  |
| 16 tháng 4 | Quy Nhơn     | 3–0     | SQC Bình Định                            | –    | Thành phố Hồ Chí Minh       | 2–1     | Thống Nhất   | 13 tháng 8                 |  |
| 16 tháng 4 | Tây Ninh     | 2–0     | Xi măng Fico Tây Ninh                    | –    | Xổ số kiến thiết Cần Thơ    | 2–4     | Cần Thơ      | 13 tháng 8                 |  |
| 22 tháng 4 | Thống Nhất   | 3–3     | Sài Gòn Xuân Thành                       | –    | Hà Nội                      | 4–3     | Hàng Đẫy     | 20 tháng 8                 |  |
| 23 tháng 4 | Cần Thơ      | 0–1     | Xổ số kiến thiết Cần Thơ                 | –    | SQC Bình Định               | 0–1     | Quy Nhơn     | 20 tháng 8                 |  |
| 23 tháng 4 | Thống Nhất   | 1–1     | Thành phố Hồ Chí Minh                    | –    | Xi măng Fico Tây Ninh       | 0–1     | Tây Ninh     | 20 tháng 8                 |  |
| 23 tháng 4 | Tự Do        | 2–2     | Huda Huế                                 | –    | Mikado Nam Đinh             | 0–3     | Thiên Trường | 20 tháng 8                 |  |
| 23 tháng 4 | Quảng Nam    | 0–0     | Bảo hiểm Thái Sơn Quảng Nam              | –    | Đồng Nai Beriaya            | 1–1     | Đồng Nai     | 20 tháng 8                 |  |
| 23 tháng 4 | Bình Dương   | 2–1     | TDC Bình Dương                           | –    | Kienlongbank Kiên Giang     | 1–3     | Kiên Giang   | 20 tháng 8                 |  |
| 23 tháng 4 | Long Xuyên   | 1–3     | An Giang                                 | –    | Than Quảng Ninh             | 1–3     | Cửa Ông      | 20 tháng 8                 |  |
| 30 tháng 4 | Bình Dương   | 1–1     | TDC Bình Dương                           | –    | Hà Nội                      | 1–1     | Hàng Đẫy     | 6 tháng 6                  |  |
| 30 tháng 4 | Cửa Ông      | 0–1     | Than Quảng Ninh                          | –    | Sài Gòn Xuân Thành          | 1–5     | Thống Nhất   | 6 tháng 6                  |  |
| 30 tháng 4 | Kiên Giang   | 1–1     | Kienlongbank Kiên Giang                  | –    | Huda Huế                    | 2–1     | Tự Do        | 7 tháng 6                  |  |
| 30 tháng 4 | Quảng Nam    | 0–1     | Bảo hiểm Thái Sơn Quảng Nam              | –    | Xổ số kiến thiết Cần Thơ    | 0–1     | Cần Thơ      | 7 tháng 6                  |  |
| 30 tháng 4 | Đồng Nai     | 2–1     | Đồng Nai Beriaya                         | –    | SQC Bình Định               | 0–0     | Quy Nhơn     | 7 tháng 6                  |  |
| 30 tháng 4 | Thiên Trường | 1–1     | Mikado Nam Đinh                          | –    | Xi măng Fico Tây Ninh       | 0–0     | Tây Ninh     | 7 tháng 6                  |  |
| 30 tháng 4 | Long Xuyên   | 1–2     | An Giang                                 | –    | Thành phố Hồ Chí Minh       | 2–1     | Thống Nhất   | 7 tháng 6                  |  |